# Konrad Ernst Ackermann
Konrad Ernst Ackermann, född den 1 februari 1710 i Schwerin, död den 13 november 1771 i Hamburg, var en tysk teaterledare och komisk skådespelare.
Ackermann ledde från 1751 ett eget sällskap, där med Konrad Ekhof och Friedrich Ludwig Schröder den moderna tyska skådespelarkonsten föddes. Från 1765 hade de en fast scen i Hamburg. Åren 1767–1769 samarbetade han med Gotthold Ephraim Lessing.
Konrad Ernst Ackermann var gift med Sophie Charlotte Schröder, även hon en känd skådespelerska. Med henne hade han döttrarna Dorothea och Charlotte Ackermann, som båda skapade sig stora namn som skådespelerskor.